# 摩納哥經濟
摩納哥經濟依賴於觀光業和銀行業。由於摩納哥沒有所得稅，法人稅率也很低，因此成為避稅天堂。摩納哥政府壟斷博彩、煙草、電訊、郵政行業。2003年，IMF將摩納哥及其它36個地區列入避稅天堂。但摩納哥在2009年被移出該名單 。

## 外部連結
- Guardian article on tax havens, discussion of Monaco （页面存档备份，存于）
- CIA World Factbook entry on Monaco （页面存档备份，存于）
- Tax system of Monaco （页面存档备份，存于）
- GDP / Economy and Finance / IMSEE - Monaco IMSEE （页面存档备份，存于）
- Common EU list of third country jurisdictions for tax purposes （页面存档备份，存于）
- （页面存档备份，存于）